# Horst Backat

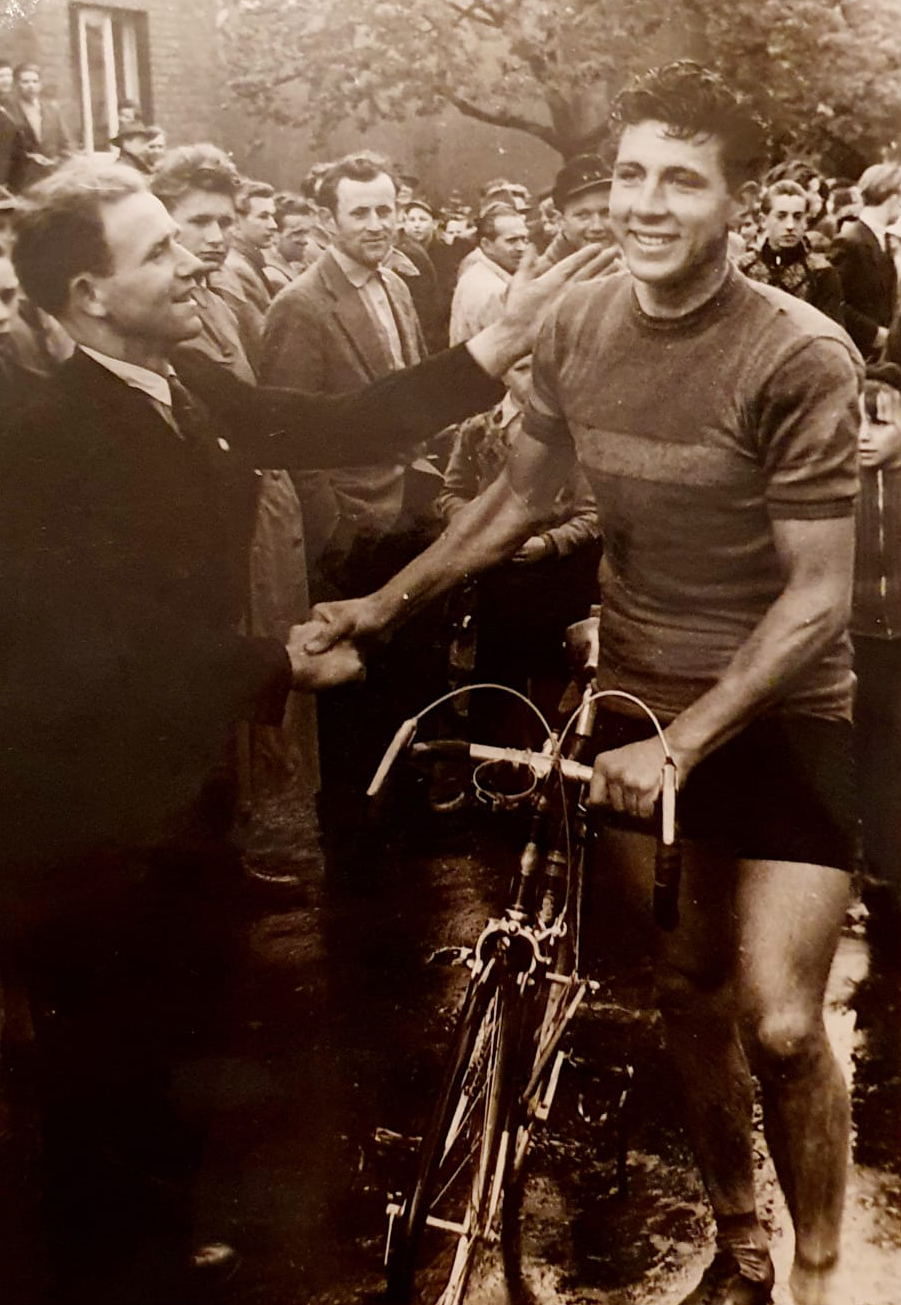
Horst Backat (1956)

Horst Backat (auch Horst Bakat, * 16. Dezember 1935 in Brackel (Dortmund); † 26. Oktober 2020) war ein deutscher Radrennfahrer.

## Sportliche Laufbahn
Horst Backat tauchte erstmals 1955 in den Ergebnislisten überregionaler Straßenrennen auf. Beim Straßenrennen Rund um Düren feierte der 19-Jährige seinen ersten bedeutenden Sieg. Bei der 1955er deutschen Amateurmeisterschaft der Straßenfahrer errang Backat den 3. Platz. Im Jahr zuvor war er in der DDR-Rundfahrt gestartet und hatte dort den 17. Platz belegt.
1956 wechselte Backat in das Profilager und fuhr zunächst für das deutsche Team Altenburger, wo auch Hennes Junkermann und Franz Reitz unter Vertrag standen. Nach dem Sieg beim Großen Preis Veith, dem 2. Platz bei der deutschen Straßenmeisterschaft der Profis und einem 13. Platz bei der Tour de Suisse 1956 nahm Backat an der Straßenweltmeisterschaft 1956 teil. Bei der durch Wetterunbilden geprägten Fahrt war er neben Emil Reinecke einer von zwei deutschen Fahrern, die von ursprünglich acht gestarteten Aktiven das Ziel erreichten. Von den 28 klassifizierten Akteuren erreichte Backat den 25. Platz. Nach einer  Teilnahme an den internationalen Rennen Mailand–Sanremo (124.) und Gent–Wevelgem (43.) im Jahr 1957 beteiligte sich Backat in diesem Jahr erneut an der Straßenweltmeisterschaft. 
1958 fuhr Backat für die deutschen Rennställe Copravit und Torpedo. 
Nach der Saison 1958 beendete Backat seine Laufbahn als Berufsradfahrer. Er gründete eine Familie und betrieb eine Autowerkstatt in Dortmund. Horst Backat starb am 26. Oktober 2020 im Alter von 84 Jahren.